# 레이호촌
레이호촌(鈴峰村)은 미에현 스즈카군에 존재했던 촌이다. 1967년 4월 1일에 스즈카시에 편입되었다.
이펀 지구와 하라촌 지구에는 구 시청, 우체국, 초등학교. 나가사와 지구에는 중학교다. 이부네 지구에는 류가이케 연못이 있다.

## 역사
- 1956년 9월 30일 - 정촌제 시행에 의해 후카자와촌, 쇼나이촌이 합병해 레이호촌이 성립하였다.
- 1967년 4월 1일 - 스즈카시에 편입해, 동일 레이호촌은 폐지되었다.

## 교통

### 철도
- 일본국유철도
  - 간사이 본선